# 스에노부 케이코
스에노부 케이코(일본어: すえのぶけいこ 스에노부 게이코[*], 1979년 3월 23일 ~ )는 일본의 만화가이다. 츠쿠바 대학 예술 전문학군 미술 전공 조소 코스 졸업.
후쿠오카현 기타큐슈시 출신.

## 약력
코단샤 발행의 《별책 프렌드》에서 활동 중. 이 잡지에 연재된 《라이프》는 헤이세이 18년도 (제30회) 코단샤 만화상 소녀 부문 수상.

## 작품

### 단행본
- 비타민 (2001년, 전 1권)
- 해피 투모로 (2003년, 단편집)
- 라이프 (2002년 ~ 2009년, 전 20권)
- 리미트 (2009년 ~ 2011년, 전 6권)
- HOPE (2013년 ~ , 기간 6권)